# Ґрунти Тернопільської області
Ґрунти Тернопільської області сформувалися на лісах і лісоподібних суглинках, вапняках, глинах, алювіальних відкладах. Ці материнські породи на території з рівнинним рельєфом і лісостеповою рослинністю стали основою для формування різних типів ґрунтів.
Найбільшу площу в області (близько 72 %) займають такі ґрунти:
- чорноземи,
- світло-сірі лісові,
- сірі лісові,
- темно-сірі.

Найродючішими в області є чорноземні ґрунти (майже 20 % території). Вони утворюються на лесах і лесоподібних суглинках під степовою рослинністю. Поширені у центральній та східній частинах Тернопільщини. Найбільші площі займають чорноземи типові, серед яких переважають глибокі малогумусні. Вони мають значну потужність — до 120–130 см, потужність верхнього (гумусового) горизонту сягає 45-60 см, вміст гумусу в ньому — 3,9-4,5 %. Невеликими масивами трапляються чорноземи неглибокі (70-80 см). Чорноземи типові мають високий вміст поживних речовин, нейтральну або слабкокислу (РН — 6,4-6,5) реакцію ґрунтового розчину, сприятливі агрофізичні водно-повітряні властивості, зернисту структуру. Це зумовлює їхню високу родючість.Значне поширення мають чорноземи опідзолені. Вони займають межиріччя річок Стрипа і Серет та пологі схили горбогір'їв. Відзначаються глибокою гумусованістю: гумусовий горизонт має потужність 83-90 см, гумусове забарвлення спостерігається і в перехідній до материнської породі, вміст гумусу у верхньому горизонті — 3,6-3,9 %.
Світло-сірі й сірі лісові ґрунти поширені на горбистих і горбогірних територіях північної, західної і південно-західної частин області. Східна межа їхнього поширення — вододіл річок Стрипа і Коропець. Ці ґрунти сформувалися під широколистими лісами на карбонатних чи лесових породах. У сірих опідзолених ґрунтах порівняно з світло-сірими слабше виражений підзолистий процес ґрунтотворення, тому нема елювіального горизонту. Вміст поживних речовин у цих ґрунтах, особливо у світло-сірих, невисокий. Гумусовий горизонт незначної потужності, вміст гумусу в ньому 2,9-3,1 %. Ґрунти кислі, тому потребують внесення вапна у невеликих і середніх дозах (1,5-6 т вапна на 1 га).
Темно-сірі опідзолені ґрунти поширені у тих районах області, що й світло-сірі та сірі, але займають знижені ділянки, спадисті схили горбів і гряд. Темно-сірі ґрунти сформувалися на лесових породах, карбонати у їх профілі залягають на глибині 120–140 см. Потужність гумусового горизонту — 30-35 см, вміст гумусу — 3,5-4 %, вміст поживних речовин високий. Для ґрунтів у південно-східній частині області характерні процеси реградації, що проявляються в наявності карбонатів у профілі ґрунту на глибині 50-60 см, наявністю у верхньому горизонті білястої присипки SiO2.
Ґрунти на територіях з близьким заляганням до поверхні ґрунтових вод зазнають оглеєння. Внаслідок оглеєння виникають закисні сполуки заліза, марганцю тощо, які негативно впливають на певні рослини.
Чорноземно-карбонатні ґрунти трапляються окремими ділянками в пн., пн.-зх. та пд. ч. області, де на поверхню виходять вапнякові та крейдові породи. Ці ґрунти мають неглибокий гумусовий горизонт (40-50 см), високий вміст гумусу (4-5 %), великі запаси поживних речовин, але через низьку рухомість вони малодоступні для рослин. Тріщинуватість карбонатних порід і пухкість ґрунтової маси зумовлюють нестачу ґрунт. вологи, що зменшує продуктивність ґрунтів; вони непридатні для вирощування плодових дерев. 
Лучно-чорноземні ґрунти формуються в умовах збільшеного зволоження і приурочені до знижень у рельєфі. Мають глибокий гумусовий горизонт (понад 120 см), містять 5-6 % гумусу, багаті на поживні речовини. Майже повністю розорані.
Лучні ґрунти утворилися на алювіальних і делювіальних відкладах у долинах річок, балок та глибоких зниженнях на плато, де близько до поверхні (80-150 см) залягають ґрунтові води. Потужність гумусового горизонту становить 50-70 см, містять 4,5-5 % гумусу. Для них характерне періодичне перезволоження, що погіршує їхній водно-повітряний режим, у них відбуваються процеси оглеєння. Здебільшого ці ґрунти зайняті луками і пасовищами. 
У заплавах річок на сучасних алювіальних відкладах в умовах постійного надмірного зволоження сформувалися лучно-болотні ґрунти. Процеси оглеєння охоплюють усі горизонти, ґрунти малородючі. Використовують їх як кормові угіддя, однак їхня продуктивність низька, оскільки в травостої переважає болотна рослинність. 
Болотні ґрунти утворились у долинах річок, днищах балок на алювіальних відкладах в умовах надмірного зволоження. Поділяються на торфово-болотні (з шаром торфу 25-50 см) і власне болотні (з шаром торфу 15-25 см). Вирізняються значними запасами органічних речовин і поживних елементів, але внаслідок неповного розкладу органіки і нагромадження токсичних форм заліза та ін. елементів ці ґрунти є малородючими. Після осушення вони придатні для овочівництва, луківництва. 
Незначне поширення в області мають дерново-підзолисті ґрунти. Вони утворилися у межах Малого Полісся на піщаних водно-льодовикових відкладах під сосновими лісами в умовах промивного водного режиму. Мають добре диференційований на горизонти профіль: до глибини 15—20 см - гумусовий горизонт — пухкий, безструктурний, із низьким (1 %) вмістом гумусу, під ним залягає елювіальний горизонт (вибілений пісок, з якого у глибший (ілювіальний) горизонт винесено колоїди та глинисті частинки). Ґрунт має легкий гранулометричний склад, мало вологи і поживних речовин, слабкокислу реакцію (РН — 6,0). Необхідні заходи з метою поліпшення гранулометричного складу ґрунту і збільшення у ньому вмісту гумусу і поживних речовин. 
Ґрунтовий покрив Тернопільської області загалом сприятливий для вирощування с.-г. культур. Значної шкоди родючості ґрунтів завдає водна ерозія, особливо на нерівній поверхні. Найінтенсивніші ерозійні процеси на Бережан. і Кременец. горбогір'ях, Товтрах, Придністров'ї. Площа еродованих земель становить майже 39 % від загальної площі ріллі. Для поліпшення стану ґрунтового покриву необхідне проведення відповідних заходів (дотримання агротехнологій, внесення органічних і мінеральних добрив тощо).